# Sumberjaya (Cihaurbeuti)
Sumberjaya is een bestuurslaag in het regentschap Ciamis van de provincie West-Java, Indonesië. Sumberjaya telt 5942 inwoners (volkstelling 2010).